# Demulcente
Un demulcente es una sustancia viscosa que ejerce una acción protectora local, igual que hacen las mucosidades en las membranas mucosas. Se usan en el tratamiento local de gingivitis, estomatitis, faringitis: en tos y en ocasiones en gastroenteritis.

## Propiedades y tipos
Los demulcentes son sustancias farmacológicamente inertes que por lo común forman soluciones coloidales. Algunos demulcentes pueden ser encontrados en el hogar, como la clara de huevo, jarabes, aceite de oliva y la pasta de harina. Entre los demulcentes comúnmente utilizados están los siguientes:
- Miel: Es sin duda el demulcente más conocido y usado de modo universal. A sus propiedades demulcentes une sus propiedades nutritivas y vitamínicas, e incluso —si bien es menos habitual— su uso como cosmético o cicatrizante.
- Goma de acacia: Es un exudado gomoso de los tallos y ramas del árbol acacia. Se presenta en forma de hojuelas o de manera molida. Esta última es un polvo blanco amarillento, libremente soluble en agua, pero insoluble en alcohol. Es llamada comúnmente goma arábiga.
- Tragacanto: Es una goma similar a la arábica, pero es difícilmente soluble en agua, aunque se hincha en ella para formar una masa gelatinosa homogénea.
- Almidón: El almidón posee acción demulcente cuando se administra por vía oral en solución con agua.
- Pectina: Extraída de las manzanas, es un polvo  amarillento casi sin olor. En el aparato gastrointestinal forma soluciones coloidales al igual que ciertos polisacáridos.

## Indicaciones
Los demulcentes pueden ser utilizados en ciertos tipos de diarrea. Cuando existe tos debida a irritación de la mucosa faríngea, por arriba de la epiglotis, puede emplearse un demulcente faríngeo. Algunos jarabes poseen miel como demulcente.